# Maryvonne Dupureur
Maryvonne Dupureur z domu Samson (ur. 24 maja 1937 w Saint-Brieuc, zm. 7 stycznia 2008 tamże) – francuska lekkoatletka, wicemistrzyni olimpijska.
Na igrzyskach olimpijskich w 1960 w Rzymie odpadła w eliminacjach biegu na 800 m. Cztery lata później, na igrzyskach olimpijskich w 1964 w Tokio zdobyła na tym dystansie srebrny medal. Na ostatniej prostej została wyprzedzona przez Brytyjkę Ann Packer, która ustanowiła wówczas rekord świata.
Zdobyła srebrny medal na 800 m podczas europejskich igrzysk halowych w 1967 w Pradze. Na swych trzecich igrzyskach olimpijskich w 1968 w Meksyku weszła do finału na 800 m, ale zajęła w nim ostatnie 8. miejsce. Startowała na tym dystansie na mistrzostwach Europy w 1969 w Atenach, ale odpadła w przedbiegach.
Była mistrzynią Francji w biegu na 400 m w 1959, 1963 i 1964, w biegu na 800 m w 1960, 1063, 1964, 1967, 1968 i 1969 oraz w biegu na 1500 m w 1969.
Była rekordzistką Francji na 400 m (56,0 27 lipca 1963, Colombes), siedmiokrotnie na 800 m (do wyniku 2:01,9 20 października 1964 w Tokio) i na 1500 m (4:27,9 12 lipca 1969, Uden).

## Rekordy życiowe
- bieg na 400 metrów – 55,0 (1964)
- bieg na 800 metrów – 2:01,9 (1964)
- bieg na 1500 metrów – 4:27,9 (1969)